# . (album)
| Recensione | Giudizio |
| ---------- | -------- |
| Ondarock   | 6/10     |

. (pronunciato come "Punto") è il quarto album in studio della rapper italiana Myss Keta, pubblicato il 17 gennaio 2025 da Universal.

## Tracce
Crediti riportati sul sito della SIAE.
Testi e musiche di Myss Keta, Dario Pigato e Stefano Riva, eccetto dove indicato.
1. Lei – 2:03
2. Les misérables – 2:43 (testo: Myss Keta, Dario Pigato, Stefano Riva, Walter Ferrari)
3. Cafonal – 2:48
4. Vogliono essere me – 2:09
5. Divorziata – 2:13
6. Nevrotika – 2:17 (musica: Eugenio Davide Maimone, Federico Mercuri, Giordano Cremona, Leonardo Grillotti)
7. M¥SS KETA ♥ Pegaso – 2:27
8. It Girl – 3:00
9. 160BPM – 2:40
10. Vendetta – 2:15 (testo: Myss Keta, Dario Pigato, Stefano Riva, Gemma Vera)
11. Stronza con vista – 3:02

Tracce bonus
1. Skinny Legend – 1:41
2. Sinner – 2:56 (musica: Gregory Taurone)

## Classifiche
| Classifica (2025) | Posizione massima |
| ----------------- | ----------------- |
| Italia            | 65                |